# Colletes dudgeonii
Colletes dudgeonii är en biart som beskrevs av Charles Thomas Bingham 1897. Colletes dudgeonii ingår i släktet sidenbin, och familjen korttungebin. Inga underarter finns listade i Catalogue of Life.